# Шаголдян, Тамара Бадаловна
Тамара Бадаловна Шаголдян (арм. Թամար Բադալի Շահգալդյան, азерб. Tamara Bədəlovna Şaqaldyan; 1910, Елизаветпольский уезд — 2 февраля 1981, Шамхорский район) — советский азербайджанский виноградарь, Герой Социалистического Труда (1950).

## Биография
Родилась в 1910 году в селе Барум Елизаветпольского уезда Елизаветпольской губернии (ныне село Ашагы Чайкенд Шамкирского района Азербайджана).
С 1944 года — рабочая, звеньевая виноградарского совхоза имени Азизбекова Шамхорского района. В 1949 году получила урожай винограда 177,6 центнеров с гектара на площади 4,1 гектара.
Указом Президиума Верховного Совета СССР от 4 сентября 1950 года за получение высоких урожаев винограда на поливных виноградниках в 1949 году Шаголдян Тамаре Бадаловне присвоено звание Героя Социалистического Труда с вручением ордена Ленина и золотой медали «Серп и Молот».
С 1968 года — пенсионер союзного значения.
Скончалась 2 февраля 1981 года в городе Шамхор.